# 長沼澹斎
長沼 澹斎（ながぬま たんさい、寛永12年5月28日（1635年7月12日） - 元禄3年11月21日（1690年12月21日））は、江戸時代の軍学者。長沼流兵法の創始者。諱は宗敬（むねたか）。初名は伝十郎広敬、のち長じて三左衛門、宗敬と称し晩年に外記と改めた。

## 生涯
寛永12年（1635年）、信濃松本藩士・長沼長政の子として生まれる。
松本藩主・松平直政（越前松平氏松江家）の転封に従い松江藩に移るが、のちに播磨明石藩主・松平光重（戸田松平氏）に仕え、美濃加納藩へと移り、加納城下の僧に儒学を学んだ。承応元年（1652年）、18歳で近習として出仕する。更に甲州流などの和式兵法や、『武備志』『紀効新書』などの中国の兵法を学んだ。
明暦2年（1656年）に22歳で浪人となり江戸に出て、のち筑後久留米藩主・有馬頼利に250石をもって寛文8年（1668年）まで仕えたが致仕。兵士の訓練法を研究した『兵要録』と、実戦での作戦の立て方を記した『握奇八陣集解（しゅうげ）』の2冊の兵法書を記し、長沼流兵法を興した。以来十数年掛けて兵法を教授し、多数の門弟を育成した。
天和2年（1682年）、明石藩主・松平直明（越前松平氏明石家）に家老並みの待遇で招聘されたが、天和6年（1686年）に病身の母親の療養のために再び致仕し、大坂に出て、のち山城国伏見に隠居した。名声を慕い、尾張藩・土佐藩などの大藩も招聘を試みたが動かず、 元禄3年（1690年）に同地で没した。享年56。墓碑が伏見の栄春寺に残る。
門弟のうち、福岡藩士の宮川忍斎系と、津藩士の佐枝尹重系が江戸時代末期まで全国諸藩に繁栄した。

## 思想
兵要録、「武議」の項で以下のように用兵の義・賊を述べている。
兵は凶器なり、戦は危事なり。之を用い天下の災いを定め、民の害を除けば、即ち義兵となる。之を用い過ち無きの城を攻め、辜（つみ）無きの人を殺せば、則ち賊兵となる。賊は好みて之を用い、君子は已むを得ずして之を用う—長沼澹斎